# Гарбузівка (Чугуївський район)
Гарбузі́вка —  село в Україні, у Вовчанській міській громаді Чугуївського району Харківської області. Населення становить 35 осіб.

## Географія
Село Гарбузівка знаходиться за 2 км від річки Хотімля, за 3 км від села Петропавлівка, біля урочища Середнє.
Відстань до Вовчанська — 29,8 км. Найближча залізнична станція — Білий Колодязь знаходиться за 7,9 км.

## Історія
Населений пункт утворений як хутір Гарбузів. Хутір входив до складу Петропавлівської сільської ради Білоколодязького району, а після його розформування у 1929 році, Вовчанського району.
За станом на 1930 рік, у хуторі було 26 господарств і мешкало 180 людей, 88 чоловіків та 92 жінок. 
Пізніше, хутір отримав статус села.
Станом на початок 2020 рік село входило до Петропавлівської сільської ради, а з кінця 2020 року входить до новоутвореної Вовчанської міської громади Чугуївського району Харківської області.
12 червня 2020 року, відповідно до Розпорядження Кабінету Міністрів України  № 725-р «Про визначення адміністративних центрів та затвердження територій територіальних громад Харківської області», увійшло до складу Вовчанської міської громади.
19 липня 2020 року, в результаті адміністративно-територіальної реформи та ліквідації Вовчанського району, село увійшло до складу Чугуївського району.